# Bicaz (rivière)
Pour les articles homonymes, voir Bicaz.
La Bicaz (Békás-patak en hongrois) est une rivière dans le centre et dans l'est de la Roumanie. Elle est située en Transylvanie et en Moldavie, dans le județ de Harghita et dans celui de Neamț et un affluent de la Bistrița, donc un sous-affluent du Danube par le Siret.

## Géographie
La Bicaz prend sa source dans le județ de Harghita dans les monts Hășmaș à 983 m d'altitude, de la réunion de la Veleșchia et de la Hăghimaș dans le lac Roșu, dans les Carpates orientales extérieures. Elle coule dans le sens sud-ouest/nord-est et entre dans le județ de Neamț par les Gorges de Bicaz avant de se jeter dans la Bistrița à Bicaz, à 414 m d'altitude.
La Bicaz tire son nom du mot hongrois « beka » signifiant « grenouille », langue dans laquelle elle signifie littéralement petit ruisseau des grenouilles.
Elle traverse successivement les localités de Bicaz-Chei, Bicazu Ardelean, Tașca et Bicaz.

## Hydrographie
La Bicaz est un affluent de la rive droite de la Bistrița, elle-même sous-affluent du Danube par le Siret.

## Lac Roșu

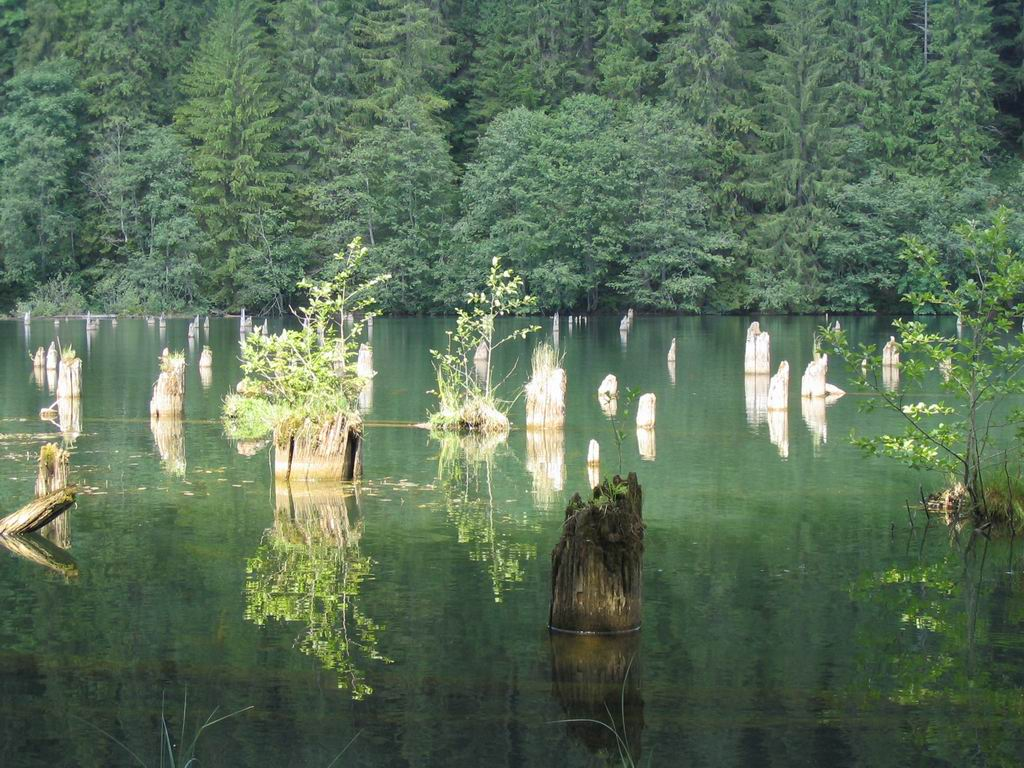
Le lac Rouge

Le lac Roșu (lac Rouge en français, Gyilkos-tó en hongrois) est un lac de retenue naturel qui s'est formé en 1837 à la suite d'éboulements. Il tire son nom des alluvions rougeâtres déposées, il a une superficie de 11,5 ha, une profondeur de 10 m, une longueur de 2,8 km. Il est situé à 883 m d'altitude.

## Gorges de Bicaz
Les gorges de Bicaz (Békás-szoros en hongrois) sont un défilé naturel de 8 -km de long qui unissent la Transylvanie et la Moldavie. Elles sont une grande attraction touristique de la région.